# Józef Siekierzyński
Józef Siekierzyński, rus. Йосиф Сєкержинський – Iosyp Siekerzyński (ur. 13 marca 1870 w Sanoku, zm. 22 grudnia 1960 tamże) – duchowny greckokatolicki, katecheta, działacz społeczny w Sanoku.

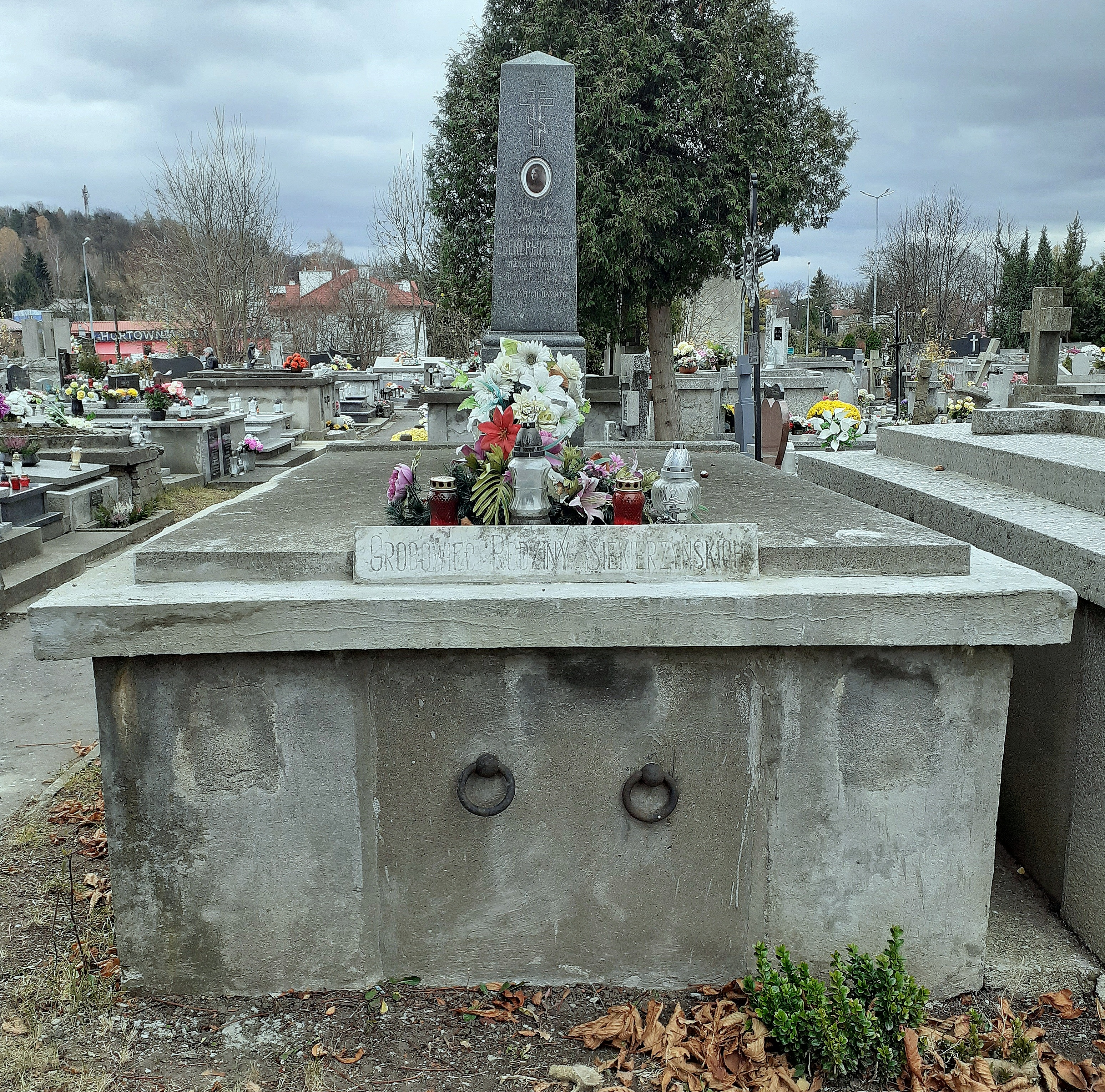
Grobowiec rodziny Siekierzyńskich w Sanoku

## Życiorys
Urodził się 13 marca 1870 w Sanoku. Z pochodzenia był Starorusinem. Był wyznania greckokatolickiego i narodowości rusińskiej. Był synem Bazylego (leśniczego w Sanoku). Kształcił się w C. K. Gimnazjum Męskim w Sanoku, gdzie w 1890 zdał egzamin dojrzałości. W okresie nauki szkolnej pozostawał pod opieką Mikołaja Siekierzyńskiego (kominiarza w Sanoku).
W 1894 został wyświęcony na kapłana i ukończył studia wyższe. Od 1 marca 1895 pracował w szkolnictwie jako katecheta w Sanoku (w pięcioklasowej szkole męskiej kierowanej przez Leopolda Biegę oraz sześcioklasowej szkole żeńskiej kierowanej przez Teodozję Drewińską; po przekształceniu od 1899 odpowiednio w sześcioklasowej szkole męskiej oraz w trzyklasowej wydziałowej żeńskiej w Sanoku połączonej z czteroklasową szkołą pospolitą, po kolejnym przekształceniu pierwszej z nich od około 1901 uczył w trzyklasowej szkoły wydziałowej męskiej w Sanoku połączonej z czteroklasową szkołą pospolitą). Był kapłanem posługującym w greckokatolickiej Parafii Zesłania Ducha Świętego w Sanoku przy cerkwi pod tym wezwaniem. Sprawował funkcję kanclerza greckokatolickiej kurii biskupiej Apostolskiej Administracji Łemkowszczyzny. W Sanoku pracował jako greckokatolicki katecheta szkolny. W marcu 1902 został mianowany nauczycielem religii greckokatolickiej w trzyklasowej szkole wydziałowej żeńskiej w Sanoku połączonej z 4-klasową szkołą pospolitą. Przed 1914 uczył w trzyklasowej wydziałowej szkole męskiej, trzyklasowej (później pięcioklasowej) etatowej szkole wydziałowej żeńskiej, którą kierowała Teodozja Drewińska. Jako katecheta pracował w Sanoku nadal w okresie II Rzeczypospolitej. Był powszechnie szanowany i ceniony przez mieszkańców Sanoka. W pierwszej połowie 1926 został przeniesiony w stan spoczynku.
Na początku XX wieku był członkiem dyrekcji Towarzystwa Wzajemnego Kredytowego „Beskid” (Obszczestwo Wzaimnoho Kredytu „Beskid”) działającego w budynku przy ul. Tadeusza Kościuszki. Został wybrany radnym rady miejskiej w Sanoku w 1907. Był działaczem organizacji gospodarczo-społecznej o charakterze moskalofilskim pod nazwą Russkij Torhowyj Dom. Podczas I wojny światowej i pierwszej okupacji Sanoka przez armię carską, był w grupie działaczy moskalofilskich prowadzących agitację prorosyjską. Był założycielem i po części fundatorem dwutygodnika „Werchowyna”. W latach 20. był sekretarzem zarządu stowarzyszenia Ruski Narodny Dom w Sanoku.
Przed 1939 figurował pod adresem ul. Żwirki i Wigury 4 i 6 (numer konskrypcyjny 176). Do końca życia zamieszkiwał w domu przy ulicy Bartosza Głowackiego 8 w Sanoku. Po II wojnie światowej w swoim domu udzielał sakramentów w obrządku wschodnim oraz odprawiał nabożeństwa w kaplicy szpitala w Sanoku. Podczas zjazdu absolwentów sanockiego gimnazjum pod nazwą „Jubileuszowy Zjazd Koleżeński b. Wychowanków Gimnazjum Męskiego w Sanoku w 70-lecie pierwszej Matury” w dniach 21–22 czerwca 1958 był najstarszym żyjącym wówczas absolwentem szkoły, który zdał maturę w historycznie trzecim roczniku gimnazjum.
Jego żoną była Zofia (Sofia) z domu Ławrowska (ur. 1877), która zmarła 13 października 1911 wskutek przedawkowania środków nasennych. Oboje mieli czworo dzieci, w tym córkę Marię (zm. 1896), synów Jerzego (ur. 1900), Jarosława (ur. 1903, magister praw), Bohdana (ur. 1906, nauczyciel gimnazjalny). Wraz z rodziną zamieszkiwał przy ulicy Floriańskiej 3/3. Zmarł 22 grudnia 1960 w Sanoku. Został pochowany w grobowcu rodzinnym na cmentarzu przy ul. Rymanowskiej w Sanoku 24 grudnia 1960.